# Маар'я Йоганна Мяґі
Маар'я Йоганна Мяґі (ест. Maarja Johanna Mägi, 24 березня 1997, Тарту, Естонія) — естонська актриса театру та кіно.
Закінчила Естонську Академію Музики і Театру в Таллінні у 2020 році.
З 2020 року вона працює в «театрі Ванемуйне».

## Ролі у кіно
Кетерлін в драматичному фільмі "Аптекар Мельхіор" (2022).
За роль вона отримала нагороду Найкраща Кіноакторка у драматичному фільмі в EFTA gala 2023.

## Ролі в театрі
| Рік  | Роль            | П'еса                                        | Театр                      |
| ---- | --------------- | -------------------------------------------- | -------------------------- |
| 2022 | Мати, Софія     | "Vennad Lõvisüdamed" — "Брати Лев'яче Серце" | Ванемуйне                  |
| 2022 | Б'янка          | "Tõrksa taltsutus" — Приборкання норовливої  | Ванемуйне                  |
| 2021 | Червона Шапочка | "Punamütsike" — "Червона Шапочка"            | Ванемуйне                  |
| 2021 | Ілона           | "Niskamäe naised"                            | Ванемуйне                  |
| 2018 | Маленький принц | "Väike prints" — "Маленький принц"           | Талліннський міський театр |